# Rus (priimek)
Rus je 88. najbolj pogost priimek v Sloveniji, ki ga je po podatkih Statističnega urada Republike Slovenije na dan 31. decembra 2007 uporabljalo 1.399 oseb, na dan 1. januarja 2011 pa 1.398 oseb in je bil med vsemi priimki po pogostosti uporabe na 91. mestu.

## Znani nosilci priimka
- Andrej Rus (*1962), sociolog, strok. za menedžment, prof.
- Borut Rus (1926—2017), zdravnik, turistični delavec, domoznanec (Bled)
- Ciril Rus (1913—1986), publicist, risar ?
- Danijel Rus (*1985), judoist
- Denis Rus (*1981), judoist
- Domen Rus (*2001), košarkar (2.= konservator ZVKDS)
- Franc Rus (1870—1937), pevec, zborovodja, organist
- France Rus, šolnik, sadjar
- Gašper Rus (*1983), slikar, risar stripov
- Igor Rus, zdravnik intenist
- Ivan Rus (1862—1938), žagar-lesni trgovec, župan, začetnik organiziranega lovstva pri nas
- Ivan Rus (*1946), publicist
- Jaka Rus (*1989), smučarski skakalec
- Jakob Rus (1814—1895), župnik, dekan
- Janez Rus (*1956), hipolog (strokovni vodja Kobilarne Lipica)
- Janez Evangelist Rus (*1980), filmski igralec, etnolog/antropolog, duhovnik
- Jelka Rus, baletna plesalka
- Jožef Rus (1874—1938), ravnatelj - ?
- Josip (Jože) Rus - Andrej (1893—1985), pravnik, sodnik, Sokol, politik (OF)
- Josip Rus (Jožef Janez) (1900—1988?), operni pevec - zborist in solist
- Jože Rus (1888—1945), geograf in zgodovinar, narodopisec
- Jože Rus (1904—1992), elektrotehnik in politik
- Katarina Rus Krušelj, umetnostna zgodovinarka, muzealka
- Katja Rus, restavratorka in konservatorka
- Ljubo Rus, muzikolog, sodelavec AG
- Ljudmil Rus (1933—2021), kitarist, glasbeni pedagog, vodja orkestra, skladatelj
- Luka Rus (1767—1836), pravnik, uradnik
- Maja Rus Makovec, psihiatrinja in psihoterapevtka, prof. MF; vodja Centra za izvenbolnišnično psihiatrijo
- Marija Rus (1902—?), operna in operetna pevka, altistka
- Marija Rus (1921—2019), pesnica, profesorica in prevajalka iz francoščine
- Marija Rus (*1949), slikarka
- Marjan Rus (1905—1974), operni in koncertni pevec, basbaritonist
- Marko Rus, zborovski? pevec baritonist
- Matej Rus, RTV-napovedovalec
- Matjaž Rus (*1961), fotograf
- Mavricij Rus (1879—1977), zdravnik, zdravstveni delavec in publicist
- Miloš Rus (*1962), nogometaš in trener
- Mirko Rus (*1950), športnik indalid - kegljavec
- Nadja Rus (*1993), pianistka
- Nataša Rus (1940—2014?), arhitektka, urbanistka
- Polona Rus Prelog, psihiatrinja
- Roman Rus, pisec romarskih vodnikov
- Stanislava Rus (1916—1963), zdravnica, medicinska publicistka
- Tone Rus, arhitekt
- Tone Rus (*1950), narodnozabavni glasbenik, vodja ansambla
- Veljko Rus (1929—2018), sociolog, univ. profesor, akademik
- Velko S. Rus (*1955), socialni psiholog, aforist, publicist, univ. prof.
- Vida Rus, jezikoslovka slavistka/romunistka, slovaropiska
- Vilko Rus, čitalniški zborovodja in narodni delavec v Kranju
- Vlasta Doležal Rus  (*1946), pianistka, glasbena pedagoginja
- Vojan Rus (1924—2015), filozof, univerzitetni profesor, politični publicist
- Zmago Rus (*1949), slikar, grafik, oblikovalec
- Zvonko Rus (1933—2020), zgodovinar, muzealec (Metlika)
- Žiga Rus, literarni kritik in publicist, organizator literarnih dogodkov
- Živa Rus, veslačica

## Tuji nosilci priimka
- Arantxa Rus (*1990), nizozemska teniška igralka španskega rodu
- Daniela L. Rus, robotičarka, ameriška znanstvenica romunskega rodu
- Ioan Rus, romunski politik
- Iosif Rus, romunski general in politik, šef Securitate
- romunska nogometaša:
  - Laura Rus (*1987)
  - Laurențiu Rus (*1985)
- Zdenko Rus (*1941), hrvaški umetnostni zgodovinar, kustos Moderne galerije v Zagrebu

## Glej še
- priimek Russ in Ruus
- priimke Russi, Russo, Russell
- priimke Rusanov, Rusinow , Ruseni, Rusca ...
- priimke Rusjan, Rustja, Rustia